# 도베 (사빈스카)

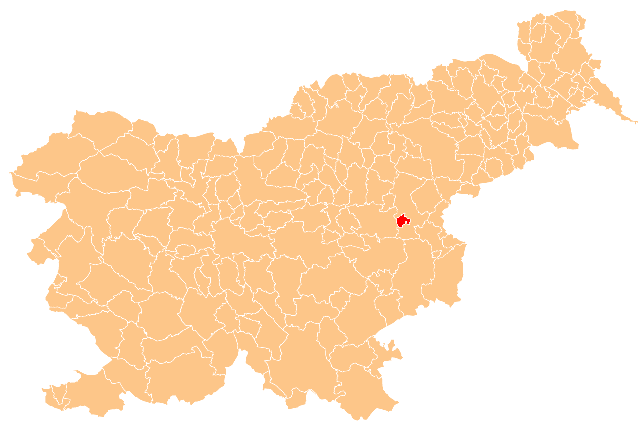
도베의 위치

도베(슬로베니아어: Dobje)는 슬로베니아의 도시로 면적은 17.5 km2, 높이는 600 m, 인구는 1,008 명(2002년 기준), 인구 밀도는 57.6 명/km2이다.